# NGC 110
NGC 110 (OCL 300) este un roi deschis localizat în constelația Cassiopeia. A fost descoperit în 29 octombrie 1831 de către John Herschel.